# Funifera brasiliensis
Funifera brasiliensis är en tibastväxtart som först beskrevs av Giuseppe Raddi, och fick sitt nu gällande namn av Rudolf Mansfeld. Funifera brasiliensis ingår i släktet Funifera och familjen tibastväxter. Inga underarter finns listade i Catalogue of Life.